# Goudayeré
Goudayeré est un village situé dans le département de Bagré de la province du Boulgou dans la région Centre-Est au Burkina Faso.

## Démographie
| 2003  | 2006 | 2012 |
| ----- | ---- | ---- |
| 1 461 | 672  | -    |

## Santé et éducation
Le centre soins le plus proche de Goudayeré est le centre de santé et de promotion sociale (CSPS) de Bagré tandis que le centre hospitalier régional (CHR) se trouve à Tenkodogo.
Le village possède une école primaire publique.